# Пелфри, Том
Том Пелфри (англ. Tom Pelphrey; род. 28 июля 1982) — американский актёр. Известен по ролям Курта Банкера в телесериале «Банши» и Джонатана Рэндалла в телесериале «Направляющий свет».

## Ранние годы
Родился в Хауэлле, Нью-Джерси, США, в 1982 году. Окончил Школу искусств Мейсона Гросса в 2004 году.

## Фильмография
| Год       | Фильм                               | Роль             | Примечания  |
| --------- | ----------------------------------- | ---------------- | ----------- |
| 2007      | 4исла                               | Майк Дэйли       | один эпизод |
| 2007      | Острог                              | Придурок Дейв    | один эпизод |
| 2008      | C.S.I.: Место преступления Майами   | Мик Рагоса       | один эпизод |
| 2008      | Говорящая с призраками              | Брайан           | один эпизод |
| 2004—2009 | Направляющий свет                   | Джонатан Рэндалл |             |
| 2009      | Закон и порядок: Специальный корпус | Ти-Боун          | один эпизод |
| 2009—2010 | Как вращается мир                   | Мик Данте        |             |
| 2011      | Следствие по телу                   | Дин Эйвери       |             |
| 2012      | Голубая кровь                       | Майк Галатис     |             |
| 2015      | Банши                               | Курт Банкер      |             |
| 2017—2018 | Железный кулак                      | Уорд Мичам       |             |
| 2020      | Озарк                               | Бен Девис        |             |